# 晋成公
晉成公（？—前600年），姬姓，名黑臀，晉文公之子，晉襄公之弟，晉灵公叔父，母周女。

## 简介
前607年，赵穿杀晋灵公之後，赵盾派趙穿往周迎立公子黑臀，即晉成公，這時期政治清明，孔子寫：“趙宣子古之良大夫也”。
成公于元年（前606年），賜給趙氏爲公族大夫。晉國討伐鄭國，因爲鄭國背叛了晉國。
三年（前604年），鄭伯剛剛即位，鄭國歸附晉國却背弃了楚國。楚王生氣了，討伐鄭國，晉國前往援救。
六年（前601年），晉國攻打秦國，俘虜了秦國將軍赤。同年，赵盾去世。
七年（前600年），晉成公與楚莊王爭霸權，在扈邑會見諸侯。陳國畏懼楚國，未去赴會。晋國派中行桓子討伐陳國，因而救援鄭國，與楚國交戰，打敗了楚軍。那一年，成公逝世，兒子景公据即位。
在位期間執政為：趙盾、郤缺、荀林父、胥克、士會、趙朔。
有女伯姬嫁潞子婴儿。